# Équipe de Turquie de football au Championnat d'Europe 2016
Cet article relate le parcours de l'équipe de Turquie de football lors du Championnat d'Europe de football 2016 organisé en France du 10 juin au 10 juillet 2016.

## Qualifications
Pour cette phase de qualification au Championnat d'Europe, la Turquie se retrouve dans le Groupe A  en compagnie des Pays-Bas faisant office de grands favoris après un mondial 2014 finit en tant que 3e, de l'Islande, de la République tchèque, du Kazakhstan, et de la Lettonie.
La Turquie commence ces éliminatoires avec deux défaites en autant de rencontres, 3 à 0 en Islande et 2-1 face à la République tchèque n'obtenant son premier point qu'à l'issue du troisième match face à la Lettonie. Ce n'est que lors du quatrième match, face au Kazakhstan, que la sélection turque obtient sa première victoire sur le score de 3 -1. Pour son cinquième match, la Turquie ramène un point encourageant obtenu en déplacement aux Pays-Bas. Le 12 juin 2015, elle s'impose difficilement face au Kazakhstan (1-0), mais le 3 septembre, elle est tenue en échec par la Lettonie à l'issue d'un match qualifié de décevant. Dos au mur, les Turcs se retrouvent dans une situation difficile pour espérer se qualifier à l'Euro. Cependant la Turquie crée la surprise en s'imposant 3-0, face à une équipe des Pays-Bas, il est vrai elle aussi dans une période difficile. Le 10 octobre 2015, les Turcs s'imposent 2 à 0 contre la République tchèque. Le 13 octobre 2015, la Turquie se qualifie grâce à un but de Selçuk Inan en battant l'Islande sur le score de 1-0 . 
La Turquie finit troisième de son groupe, derrière l'Islande et la République tchèque, mais se qualifie en tant que meilleure troisième .

## Effectif
Entraîneur :  Fatih Terim
Le 18 mai, la liste des 31 joueurs pré-sélectionnés est annoncée. La liste définitive est donnée le 31 mai.
| Numéro / Nom       | Numéro / Nom       | Équipe              | Sél. (but)      | Date de naissance | J.              |                 |                 |                 |                 |
| Gardiens de but    | Gardiens de but    | Gardiens de but     | Gardiens de but | Gardiens de but   | Gardiens de but | Gardiens de but | Gardiens de but | Gardiens de but | Gardiens de but |
| ------------------ | ------------------ | ------------------- | --------------- | ----------------- | --------------- | --------------- | --------------- | --------------- | --------------- |
| 1                  | Volkan Babacan     | İstanbul Başakşehir | 16 (0)          | 11 août 1988      | 0               | 0               | 0               | 0               | 0               |
| 12                 | Onur Kıvrak        | Trabzonspor         | 12 (0)          | 1er janvier 1988  | 0               | 0               | 0               | 0               | 0               |
| 23                 | Harun Tekin        | Bursaspor           | 4 (0)           | 17 juin 1989      | 0               | 0               | 0               | 0               | 0               |
| Défenseurs         |                    |                     |                 |                   |                 |                 |                 |                 |                 |
| 2                  | Semih Kaya         | Galatasaray         | 23 (0)          | 24 février 1991   | 0               | 0               | 0               | 0               | 0               |
| 3                  | Hakan Balta        | Galatasaray         | 45 (2)          | 23 mars 1983      | 0               | 0               | 0               | 0               | 0               |
| 4                  | Ahmet Yılmaz Çalık | Gençlerbirliği      | 4 (0)           | 26 février 1994   | 0               | 0               | 0               | 0               | 0               |
| 7                  | Gökhan Gönül       | Fenerbahçe          | 56 (1)          | 4 janvier 1985    | 0               | 0               | 0               | 0               | 0               |
| 13                 | İsmail Köybaşı     | Beşiktaş            | 18 (0)          | 10 juillet 1989   | 0               | 0               | 0               | 0               | 0               |
| 22                 | Şener Özbayraklı   | Fenerbahçe          | 8 (0)           | 23 janvier 1990   | 0               | 0               | 0               | 0               | 0               |
| Milieux de terrain |                    |                     |                 |                   |                 |                 |                 |                 |                 |
| 5                  | Nuri Şahin         | Borussia Dortmund   | 47 (2)          | 5 septembre 1988  | 0               | 0               | 0               | 0               | 0               |
| 8                  | Selçuk İnan        | Galatasaray         | 51 (8)          | 10 février 1985   | 0               | 0               | 0               | 0               | 0               |
| 10                 | Arda Turan         | FC Barcelone        | 90 (17)         | 30 janvier 1987   | 0               | 0               | 0               | 0               | 0               |
| 14                 | Oğuzhan Özyakup    | Beşiktaş            | 19 (1)          | 23 septembre 1992 | 0               | 0               | 0               | 0               | 0               |
| 15                 | Mehmet Topal       | Fenerbahçe          | 58 (1)          | 3 mars 1986       | 0               | 0               | 0               | 0               | 0               |
| 16                 | Ozan Tufan         | Fenerbahçe          | 23 (1)          | 23 mars 1995      | 0               | 0               | 0               | 0               | 0               |
| 18                 | Caner Erkin        | Fenerbahçe          | 46 (2)          | 4 octobre 1988    | 0               | 0               | 0               | 0               | 0               |
| 19                 | Yunus Mallı        | FSV Mayence         | 5 (0)           | 24 février 1992   | 0               | 0               | 0               | 0               | 0               |
| 20                 | Volkan Şen         | Fenerbahçe          | 16 (0)          | 1er juillet 1987  | 0               | 0               | 0               | 0               | 0               |
| Attaquants         |                    |                     |                 |                   |                 |                 |                 |                 |                 |
| 6                  | Hakan Çalhanoğlu   | Bayer Leverkusen    | 18 (6)          | 8 février 1994    | 0               | 0               | 0               | 0               | 0               |
| 9                  | Cenk Tosun         | Beşiktaş            | 9 (3)           | 7 novembre 1991   | 0               | 0               | 0               | 0               | 0               |
| 11                 | Olcay Şahan        | Beşiktaş            | 32 (7)          | 26 mai 1987       | 0               | 0               | 0               | 0               | 0               |
| 17                 | Burak Yılmaz       | Beijing Guoan       | 43 (19)         | 15 juillet 1985   | 0               | 0               | 0               | 0               | 0               |
| 21                 | Emre Mor           | Borussia Dortmund   | 1 (0)           | 24 juillet 1997   | 0               | 0               | 0               | 0               | 0               |

 = capitaine --  Gardien de butDéfenseurMilieu de terrainAttaquantSélectionneur

## Phase finale

### Premier tour - groupe D
La Turquie se trouve dans le groupe D avec l'Espagne, la Tchéquie et la Croatie.
| Rang | Équipe   | Pts | J | G | N | P | Bp | Bc | Diff |
| ---- | -------- | --- | - | - | - | - | -- | -- | ---- |
| 1    | Croatie  | 7   | 3 | 2 | 1 | 0 | 5  | 3  | +2   |
| 2    | Espagne  | 6   | 3 | 2 | 0 | 1 | 5  | 2  | +3   |
| 3    | Turquie  | 3   | 3 | 1 | 0 | 2 | 2  | 4  | -2   |
| 4    | Tchéquie | 1   | 3 | 0 | 1 | 2 | 2  | 5  | -3   |

|}
     Équipes qualifiées ; Pts = points ; J = joués ; G = gagnés ; N = nuls ; P = perdus ;

Bp = buts pour ; Bc = buts contre ; Diff = différence de buts.
| Match 5                                              | Turquie | 0 - 1   | Croatie    | Parc des Princes, Paris                         |                                                 |
| 12 juin 2016 · 15 h CEST · Historique des rencontres |         | (0 - 1) | 41e Modrić | Spectateurs : 43 842 Arbitrage : Jonas Eriksson | Spectateurs : 43 842 Arbitrage : Jonas Eriksson |
| 12 juin 2016 · 15 h CEST · Historique des rencontres | Rapport |         |            | Spectateurs : 43 842 Arbitrage : Jonas Eriksson | Spectateurs : 43 842 Arbitrage : Jonas Eriksson |

| Match 21                                             | Espagne                                                      | 3 - 0   | Turquie | Allianz Riviera, Nice                          |                                                |
| 17 juin 2016 · 21 h CEST · Historique des rencontres | ( Nolito) Morata 34e · Nolito 37e · ( Jordi Alba) Morata 48e | (2 - 0) |         | Spectateurs : 33 409 Arbitrage : Milorad Mažić | Spectateurs : 33 409 Arbitrage : Milorad Mažić |
| 17 juin 2016 · 21 h CEST · Historique des rencontres | Rapport                                                      |         |         | Spectateurs : 33 409 Arbitrage : Milorad Mažić | Spectateurs : 33 409 Arbitrage : Milorad Mažić |

| Match 31                                             | Tchéquie | 0 - 2   | Turquie                               | Stade Bollaert-Delelis, Lens                    |                                                 |
| 21 juin 2016 · 21 h CEST · Historique des rencontres |          | (0 - 1) | 10e Yılmaz (Mor ) · 65e Ozan (Topal ) | Spectateurs : 32 836 Arbitrage : William Collum | Spectateurs : 32 836 Arbitrage : William Collum |
| 21 juin 2016 · 21 h CEST · Historique des rencontres | Rapport  |         |                                       | Spectateurs : 32 836 Arbitrage : William Collum | Spectateurs : 32 836 Arbitrage : William Collum |